# Gritzner

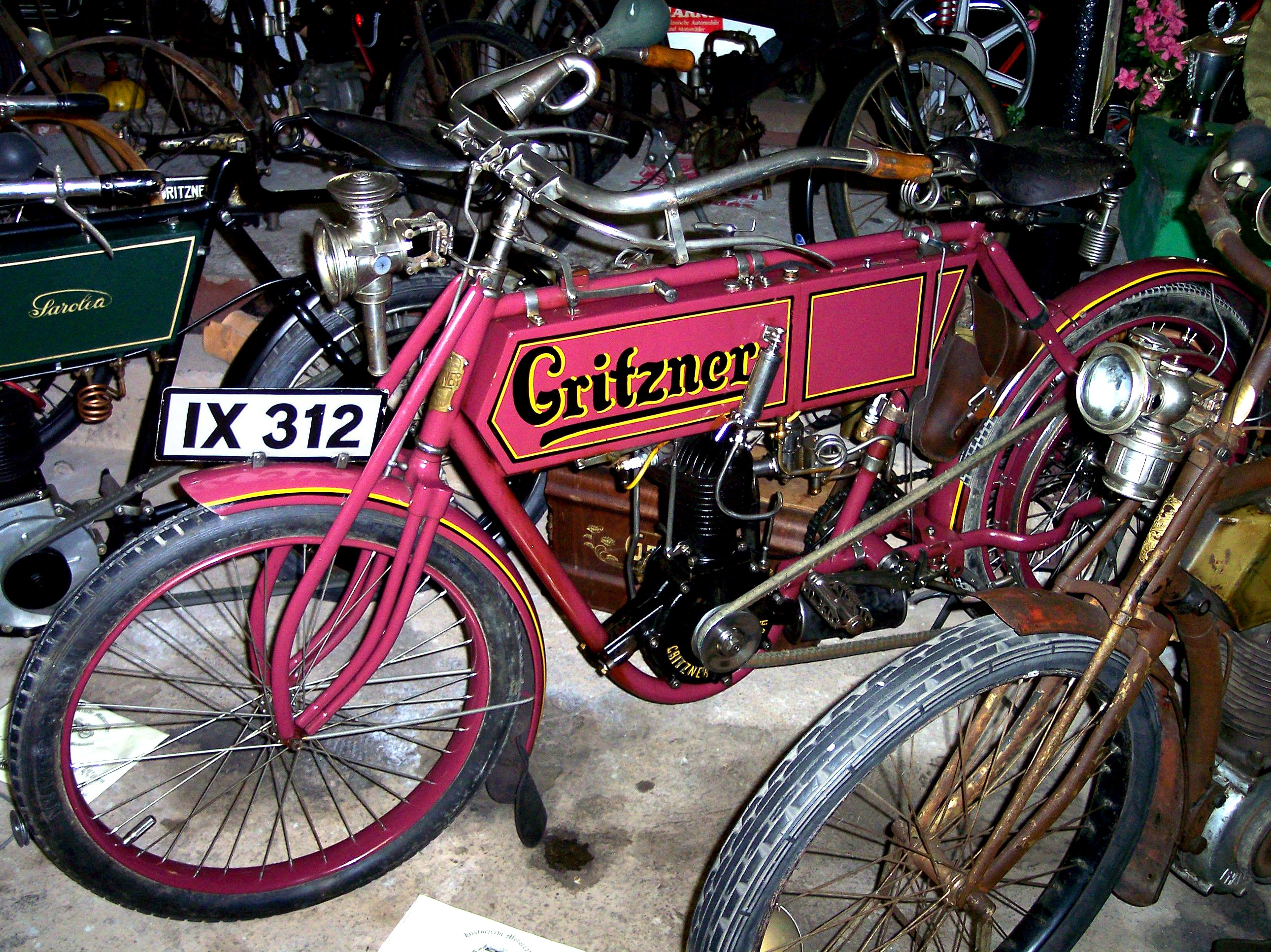
Gritzner uit 1903

Gritzner is een Duits historisch merk van motorfietsen.
De bedrijfsnaam was: Gritzner-Kaiser AG, Karlsruhe-Durlach.
Gritzner was een bekende fabrikant van naaimachines, maar in 1903 ging het bedrijf ook motorfietsen produceren. Men kocht daarvoor inbouwmotoren bij Fafnir in Aken. In 1914 werd de productie beëindigd, maar in het begin van de jaren vijftig ondernam men een nieuwe poging. Er werden nu tamelijk conventionele lichte motorfietsen geproduceerd met 98-, 147- en 173cc-motoren van Sachs. Het laatste model in de jaren zeventig was de van Mars in Neurenberg overgenomen 50cc-Monza.